# David Copperfield (iluzionist)
David Copperfield (rođen kao David Seth Kotkin, Metuchen, New Jersey, SAD, 16. rujna 1956.), američki je mađioničar i iluzionist, dobitnik Emmyja, poznat po specifičnim scenskim nastupima u kojima izvodi trikove, povezujući ih s pripovijedanjem. Među njegove najpoznatije točke ubrajaju se: „Kip slobode koji nestaje”, „letenje”, „levitiranje” iznad Velikoga klanca, kao i „prolazak” kroz Kineski zid. Forbes ga opisuje kao tržišno najuspješnijega mađioničara svih vremena.
Majka mu je rođena u Jeruzalemu, dok su baka i djed s očeve strane bili židovski useljenici iz Ukrajine. Copperfieldovi televizijski specijali osvojili su 21 nagradu Emmy od ukupno 38 nominacija. Najpoznatiji je po svojoj kombinaciji pripovijedanja i iluzije. Copperfieldova karijera duga preko 40 godina dovela je do 11 Guinnessovih svjetskih rekorda. Dobio je zvijezdu na Holivudskoj stazi slavnih, viteški naslov od francuske vlade. Kongresna knjižnica SAD-a proglasila ga je  živućom legendom.
Do danas, Copperfield je prodao 33 milijuna ulaznica i zaradio preko 4 milijarde dolara, više nego bilo koji drugi zabavljač u povijesti. Forbes je 2015. izvijestio o njegovoj zaradi od 63 milijuna dolara u prethodnih 12 mjeseci i svrstao ga kao 20. slavnu osobu na svijetu po visini plaće.
Kad ne nastupa, upravlja svojim lancem od jedanaest otočnih naselja na Bahamima, koje naziva „Masha Cay i Copperfield Bay Islands”.